# Flughafen Quimper-Cornouaille

i7
i11
i13
Der Flughafen Quimper–Cournouaille (IATA-Code: UIP, ICAO-Code: LFRQ) liegt in der französischen Gemeinde Pluguffan im Département Finistère. Der Flughafen wird von der IHK Quimper – Cournouaille verwaltet und hat von 5:30 bis 22:30 Uhr geöffnet. Der Flughafen ist mit seinem 3000 m² großen Terminal für eine Passagierkapazität von 250.000 ausgelegt. Die Größe des Frachtbereiches liegt bei 1025 m². Vom Flughafen aus besteht eine regelmäßige Busverbindung nach Quimper. Taxis stehen bereit und Leihwagenunternehmen sind am Flughafen ansässig.

## Technik am Flughafen
Es ist ein ILS sowie HI/BI und PAPI vorhanden. Am Flughafen kann Jet A1 und AvGas getankt werden.

## Flugverbindungen
Chalair Aviation fliegt den Flughafen von dem Flughafen Paris-Orly und von dem Flughafen Pau in den Pyrenäen aus an. Außerdem wird British Airways ab Mai 2020 eine Verbindung zum Flughafen London-City anbieten.

## Zwischenfälle
- Am 6. August 1974 detonierte an einer über Nacht geparkten Fokker F-27-500 der französischen Air Inter (Luftfahrzeugkennzeichen F-BPNF) auf dem Flughafen Quimper eine Bombe unter dem Rumpf, auf der Höhe des Hauptfahrwerks. Die Explosion riss den Rumpf in der Mitte 4 Meter auf. Der obere Rumpf wurde durch die Explosion ebenfalls zertrümmert und die Tragflächen verformt. Die Triebwerke und Verkleidungen wurden verformt und teilweise abgerissen. Über Personenschäden ist nichts bekannt. Das Flugzeug wurde zerstört.[3]